# Let Aeroflot 1492
Let Aeroflot 1492 byl vnitrostátní let společnosti Aeroflot provozovaný letounem Suchoj Superjet 100, jenž havaroval 5. května 2019 při nouzovém přistání na letišti Šeremeťjevo. Původním cílem mělo být město Murmansk, letoun byl ale po vzletu pravděpodobně zasažen bleskem, jenž vyřadil automatiku a bezdrátovou komunikaci, proto se letoun musel vrátit zpět na Šeremeťjevo. Z 78 osob na palubě jich nepřežilo 41, šlo převážně o lidi ze zadní části letounu, již nestihli evakuaci a uhořeli.

## Průběh letu
Letadlo vzlétlo z Moskvy na dálkovou vnitrostátní cestu do Murmansku v 17:50 místního času (16:50 SELČ). Na palubě bylo 78 lidí, z toho 5 členů posádky.  Na příkaz řídícího letového provozu letadlo stoupalo do letové hladiny FL 100, když v tom dostalo zásah bleskem a ztratilo spojení. Na to, chvíli po startu, nastavili piloti v předepsané výšce 10 tisíc stop na odpovídači signál nouze s kódem 7600 (ztraceno radiové spojení) a začali nouzově přistávat.
Před přistáním mělo letadlo připravené na dlouhou trasu velké množství paliva, které se posádka neodvážila vypouštět nad Moskvou, protože neměla kontakt s dispečery, pravděpodobně v důsledku úderu blesku. Podle dalších informací ani tento typ letounu systém vypouštění paliva nemá.

## Záchranná akce
Letadlo začalo hořet po nárazu. Cestující se už během přistávacího manévru drali dopředu. V kabině rychle stoupala teplota a vzadu se začala tavit okénka. Lidé se zdržovali zachraňováním zavazadel, takže cestující ze zadní části tam uvízli. Ihned po zastavení začala evakuace. Pasažéři opouštěli letadlo záchrannými skluzavkami. Zadní nouzový východ pohltil požár, všichni cestující tak museli dopředu, mnoho jich to ale nestihlo. Letušky musely cestující doslova vytlačovat z letadla, aby evakuaci urychlily. Letadlo se velmi rychle plnilo hustým černým dýmem, který začal dusit pasažéry – poslední zachránění se z letadla doslova plazili. Mezi těmi, kdo se udusili kouřem, byl palubní asistent Maxim Mojsejev, který se snažil zachránit další cestující. Udušené následně pohltil intenzivní oheň.
Podle přeživších se Maxim Mojsjev sloužící v zadní části letadla a dvě letušky zasloužili svým nasazením o záchranu mnoha cestujících. Maxim Mojsjev se pokoušel otevřít zadní nouzové dveře, ale nebylo to možné a tak pomáhal s evakuací osob dopředu. Zůstal tam až do konce a nakonec tu i položil život. Další dvě letušky pomáhaly cestujícím v místech obrovského žáru.
K letadlu vyjelo 6 aut záchranářů. Hašení trvalo 45 minut. Nepřežilo 40 cestujících a 1 člen posádky, 37 lidí se zachránilo. 6 lidí, z toho 3 členové posádky, bylo převezeno do nemocnice. Mezi mrtvými byly dvě děti. Požár dosáhl takové intenzity, že značně ztížil identifikaci těl. Pomoci by měly analýzy DNA.

## Reakce úřadů
Do Murmansku, cílové destinace, byli vysláni psychologové na pomoc pozůstalým. Ruský svaz pojišťoven uvedl, že pozůstalí mají nárok na až dvoumilionovou kompenzaci (v rublech, tj. asi 700 tisíc Kč). Následně agentura Interfax uvedla, že pozůstalé rodiny a zranění budou odškodněni – výše by měla dosáhnout 5 milionů rublů (1,7 milionu Kč) na rodinu, na které se složí pojišťovna Alfa Insurance, Aeroflot a murmanský a moskevský region.
Dotčená vzletová a přistávací dráha byla uzavřena a letadla byla přesměrována na letiště Domodědovo.

## Letadlo
Stroj vyrobený v srpnu 2017 byl převzat do služby v polovině září 2017 a prošel kontrolou v dubnu 2019, tj. asi měsíc před havárií. Pilotoval jej zkušený pilot, který měl na tomto typu nalétáno 1400 hodin. Odborníky překvapilo, že se za příčinu havárie považuje úder blesku, což je vcelku běžná příhoda, která se pokládá za zvládnuté riziko. Cestující slyší silnou ránu, ale např. místní poškození pláště letadla je výjimečné. Blesk skutečně letadlo nezapálil a pokud vyřadil z provozu jeho komunikační zařízení, nebylo patrně dostatečně zabezpečeno.

## Mezinárodní reakce
- ČR – Prezidentovi Putinovi telegramem kondoloval prezident Miloš Zeman, který uvedl, že zprávu přijal s těžkým srdcem a že vyjadřuje hlubokou soustrast pozůstalým i celému národu[2]

## Předběžná zpráva
Předběžnou zprávu umístil na svých stránkách MAK 14. června 2019. Aniž by se zpráva zabývala vinou konkrétních osob, jsou v ní shrnuty okolnosti, související se vznikem nehody.
- Posádka byla uvědoměna o bouřkové oblasti, nicméně nepokusila se ji obletět.
- Bleskový výboj přímo zasáhl mj. senzory na povrchu letadla (teploty, námrazy, úhlu náběhu), což vedlo k resetu koncentrátoru dat a následnému přepnutí do Direct modu – letu bez autopilota, kdy pilot řídící pákou (sidestickem) přímo ovládá řídící plochy letadla. Tento stav není nouzovým stavem. Je to jeden z možných způsobů ovládání letounu – veškerá zobrazení a varování fungují normálně, automatika ale nezasahuje aktivně do řízení.[p. 2]
- Piloti ztratili spojení s řízením letového provozu na standardní frekvenci, bezprostředně poté navázali spojení na nouzové frekvenci, které normálně fungovalo po zbytek letu. Vrátit se na standardní frekvence se zřejmě posádka nepokusila, kód odpovídače 7600 ponechala. Žádné další technické problémy nebo závady zpráva neuvádí.
- Kapitán se rozhodl přistát s mírně přetíženým letadlem, místo toho, aby nadbytečné palivo vylétal[p. 3]. Toto je v příručce povoleno, má to však za následek vyšší přistávací rychlost
- Během konečného přiblížení přepnul druhý pilot odpovídač na 7700[p. 4] – důvod není jasný, nekonkrétní reakce kapitána mohla znamenat to, že kód 7600 je už zbytečný.
- Během závěrečné fáze, manipuloval kapitán se sidestickem od dorazu k dorazu, navzdory instrukci pilotovat „plynule“.
- Konečné přiblížení bylo v závěru nestabilní – nejprve opakované varování před střihem větru, později, krátce před dosednutím podklesaná sestupová rovina. Ke korekci výšky přidala posádka výkon motorů, což opět zvýšilo přistávací rychlost. Významně zvýšená rychlost mohla být příčinou nezvládnutí podrovnání a následně prvního trojbodového dosednutí s odskokem.
- Piloti si zřejmě neuvědomili, že v Direct modu nedochází automaticky k aktivaci rušičů vztlaku/aerodynamických brzd po kontaktu podvozku s povrchem dráhy a sami toto neaktivovali.
- Některé indicie naznačují, že se posádka mohla pokusit o Go Around[p. 5] po druhém odskoku, ovšem vzhledem k aktivovaným obracečům tahu to nepřineslo kýžený výsledek.
- Druhý a třetí dopad byl velmi tvrdý (5 až 6G), což je mimo rozsah pevnostních požadavků na letadla. Už při druhém dosednutí došlo k přestřižení bezpečnostních kolíků podvozku a následně se v prostoru levého podvozku při vytržení kotevního úchytu hydraulického válce vytvořil velký otvor v nádrži, kterým vytékalo palivo.

## Odstavení letadel a rušení spojů
Po havárii v Moskvě se cestující v Rusku začali bránit cestování v letadlech typu Suchoj Superjet 100. Ministr dopravy Jevgenij Ditrich uvedl den po nehodě, že nehodlá zakazovat starty tohoto typu letadla. Do 10. května ale podepsalo 180 tisíc lidí internetovou petici, v které se dožadovali odstavení strojů, než se havárie prošetří, jako tomu bylo v případě Boeingů 737 MAX po nedávné havárii tohoto letadla v Bishoftu. Aeroflot 8. května zrušil pět letů těchto strojů včetně jednoho mezinárodního do Švédska. Důvodem pravděpodobně byl incident, kdy 7. května došlo ke zpoždění letu z Moskvy do Rigy kvůli tomu, že jeden z cestujících prý cítil v letadle Suchoj Superjet 100 dým a pasažéři se pak dožadovali jeho náhrady za jiný letoun. Při následné kontrole ale technici nic neobjevili. 9. května už Aeroflot zrušil 10 vnitrostátních letů tohoto letadla. Rušení spojů společnost nekomentovala.